# Okres Tomaszów Mazowiecki
Okres Tomaszów Mazowiecki (polsky Powiat tomaszowski) je okres v polském Lodžském vojvodství. Rozlohu má 1024,79 km² a v roce 2020 zde žilo 115 735 obyvatel. Sídlem správy okresu je město Tomaszów Mazowiecki.

## Gminy
Městská:
- Tomaszów Mazowiecki

#### Městsko-vesnické:
- Inowłódz
- Ujazd

Vesnické:
- Będków
- Budziszewice
- Czerniewice
- Lubochnia
- Rokiciny
- Rzeczyca
- Tomaszów Mazowiecki
- Żelechlinek

## Města
- Inowłódz
- Tomaszów Mazowiecki
- Ujazd

## Sousední okresy
| Růžice kompasu | Brzeziny    | Skierniewice              | Rawa             | Růžice kompasu |
| Růžice kompasu | Lodž východ | Sever                     | Grójec Przysucha | Růžice kompasu |
| Růžice kompasu | Lodž východ | Okres Tomaszów Mazowiecki | Grójec Przysucha | Růžice kompasu |
| Růžice kompasu | Lodž východ | Jih                       | Grójec Przysucha | Růžice kompasu |
| Růžice kompasu | Piotrków    | Opoczno                   |                  | Růžice kompasu |